# Luena (Spagna)
Luena è un comune spagnolo di 758 abitanti situato nella comunità autonoma della Cantabria, comarca di Valles Pasiegos.
Posto sulla strada che unisce Santander a Burgos nel passo dell'Escudo, è un comune montano la cui altitudine sul livello del mare va da una quota minima di 210 metri alla quota massima di 1345 metri. Il processo emigratorio che ha interessato la popolazione municipale a partire dagli anni cinquanta del secolo scorso ha provocato un continuo e graduale calo del numero degli abitanti ridotto a circa un terzo di quello che era all'inizio del XX secolo; l'invecchiamento della popolazione che oggi fa registrare l'età media in 46 anni con conseguente calo dell'indice di natalità e aumento di quello di mortalità. La popolazione si disperde nel territorio in 23 piccole frazioni di pochi abitanti ciascuna con due di esse che hanno solo quattro residenti, due un solo residente ed una è oggi completamente disabitata. Il capoluogo è nella località di San Miguel de Luena.
L'economia locale è basata esclusivamente sul settore agro pastorale che assorbe il 43,3% della popolazione attiva, mentre il settore dell'edilizia ne assorbe il 13,7%, l'industria l'8,7% e i servizi il 34,3%. Va anche osservato che molti lavoratori, soprattutto quelli dell'industria e dell'edilizia, prestano la loro attività in imprese dei paesi vicini pur risiedendo a Luena.

## Storia
Poco si sa dei primi abitanti del luogo, ma i diversi siti archeologici del territorio del comune e dei comuni vicini, la sua posizione geografica su un passo fra montagne induce a pensare ad una presenza umana nella zona già nel paleolitico che permane nei secoli successivi con la civiltà castrense e con la presenza romana.
Nel medioevo si hanno i primi documenti in cui si cita questo territorio; nel 1068
il re di Castiglia Sancho II elargì alla diocesi di Oca-Burgos il diritto di pascolo in un vasto territorio montano di Luena, chiamata allora Luvena. Ciò fa pensare che esistesse un abitato attorno ad una chiesa.
Nel periodo feudale si scatenò la lotta fra le famiglie nobili per avere la signoria delle località della Cantabria e nel XIV secolo Alfonso XI diede in signoria Luena ed altri paesi al figlio Tello di Castiglia, con la clausola di conservazione degli antichi diritti in favore del vescovado di Burgos. Ciò risulta dal Becerro de la Behetrias del 1351, raccolta di atti relativi ai diritti e agli obblighi dei vari paesi. Poco dopo Luena passò alla famiglia dei Castañeda, e nel 1429  grazie al re Giovanni II, alla potente famiglia dei Manrique, conti di Castañeda e signori di Aguilar. Tutto ciò causò la contrapposizione e la lotta di altre famiglie come i Mendoza, i Ceballos, i Villegas, e i Barradas. La signoria dei Manrique comunque rimase fino agli inizi del XIX secolo, quando in Spagna fu abolito il regime feudale.
Nel 1822 diversi piccoli paesi della zona si riunirono nel comune costituzionale con capoluogo San Miguel de Luena, e nel 1835 ne entrò a far parte anche il paese di Resconorio, che si era prima costituito in comune autonomo, sicché il comune di Luena ebbe i confini che ha attualmente.

## Monumenti e luoghi d'interesse
Dal punto di vista archeologico sono interessanti la Cueva del Churcon, grotta con graffiti e pitture rupestri, il Monumento megalitico e le fortificazioni romane.
Inoltre sono da ricordare le chiese di San Miguel, del XVII secolo e di San Andrés del 1756, l'Ermita de los Remedios del 1756 e la Casa de Juaquin Ibañez de Corbera del 1765.

## Feste
Il 24 giugno festa di San Juan Bautista nella frazione di Resconorio, il 25 luglio Santiago Apostol a Entrambasmestas, il 15 settembre la festa della Bien Aparicida a San Miguel de Luana, dove si svolge anche quella di San Miguel Arcangel, il 29 settembre; infine la festa a Sel de la Carrera il 21 ottobre.